# SC Motor Jena

Logo des SC Motor Jena 1963–1990

Logo 1954–1963

Der SC Motor Jena wurde am 19. November 1954 im Rahmen des DTSB neben verschiedenen anderen Sportclubs zur Förderung des Leistungssports in der DDR gegründet. Der Jenaer Sportclub war Leistungssportzentrum in mehreren Sportarten:
- Leichtathletik: Neben anderen starteten folgende Weltklasseathleten für Motor Jena: Rolf Beilschmidt, Heike Drechsler, Petra Felke, Marlies Göhr, Gisela Köhler, Uwe Langhammer, Waltraud Pöhland, Wolfgang Nordwig, Renate Stecher und Bärbel Wöckel.

Ein Schwerpunkt der Vereinsarbeit war die 4-mal-100-Meter-Staffel der Damen. Diese Staffel wurde zwischen 1951 und 1988 insgesamt 17-mal DDR-Meister. 1984 gewann bei den DDR-Meisterschaften die erste Staffel mit Ingrid Auerswald, Göhr, Wöckel und Ines Schmidt vor der zweiten Staffel mit Sabine Rieger. Die Siegerzeit der ersten Staffel von 42,20 s ist deutscher Rekord für Vereinsstaffeln. Gerichtlich bestätigt ist, dass bei diesem Rekord alle vier Sprinterinnen gedopt waren im Rahmen des staatlich verordneten Zwangsdopings im DDR-Leistungssport. (Die Medikation mit Oral-Turinabol für das Jahr 1984 betrug: Schmidt: 1291 Milligramm. Wöckel: 1670 Milligramm. Lange: 1375 Milligramm. Göhr: 1405 Milligramm.) Ines Geipel, die frühere Ines Schmidt, ließ sich deshalb 2006 aus der Rekordliste streichen. Trainer der Sprinterinnen in Jena war seit 1961 Horst-Dieter Hille.
- Fechten
- Ringen: Auch im Ringen gingen mehrere erfolgreiche Athleten für den SC Motor Jena an den Start: Uwe Neupert, Andreas Schröder, Hartmut Reich, Erhard Pocher, Mario Willomeit und Gerald Pfister. Uwe Neupert wurde mehrfach Europameister und 1978 Weltmeister.
- Hockey
- Tischtennis: 1949 wurde die Herrenmannschaft in der Besetzung Müller, Freitag, Strauch, Schindler, Leich, Ortleb und Voigt „Ostzonenmeister“ durch einen Endspielsieg über Leipzig.[4] In den 1950er Jahren wurde der DDR-Titel noch sieben Mal gewonnen.
- Schwimmen: Barbara Göbel, Olympiadritte in Rom 1960.
- zeitweise Fußball, 1966 Ausgliederung der Fußballabteilung als FC Carl Zeiss Jena.

Nach der deutschen Wiedervereinigung ging der Verein in den TuS Jena über. Sportlerinnen wie Heike Drechsler und Petra Felke gewannen Medaillen für beide Vereine.
Dieter Raue drehte 1983 für die DEFA einen 34-minütigen Farbfilm Wir aus Jena – Unser Sportclub über den Verein, in dessen Mittelpunkt die Sprinterin Bärbel Wöckel stand.

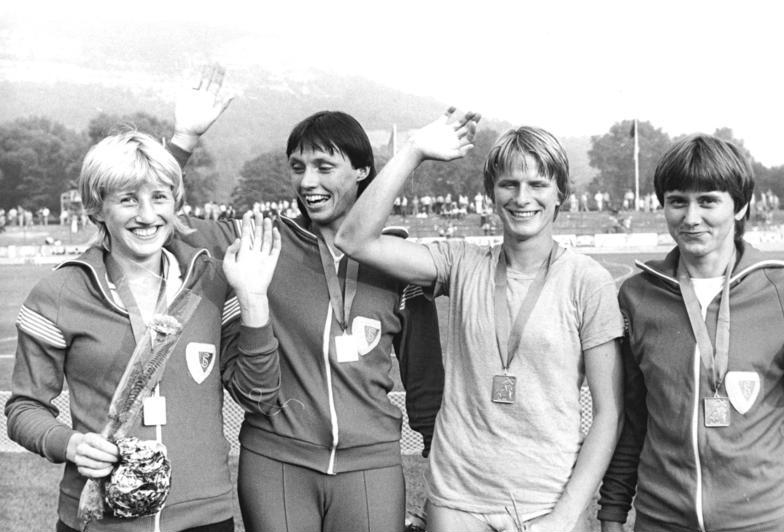
Ines Schmidt, Bärbel Wöckel, Ingrid Auerswald, Marlies Göhr
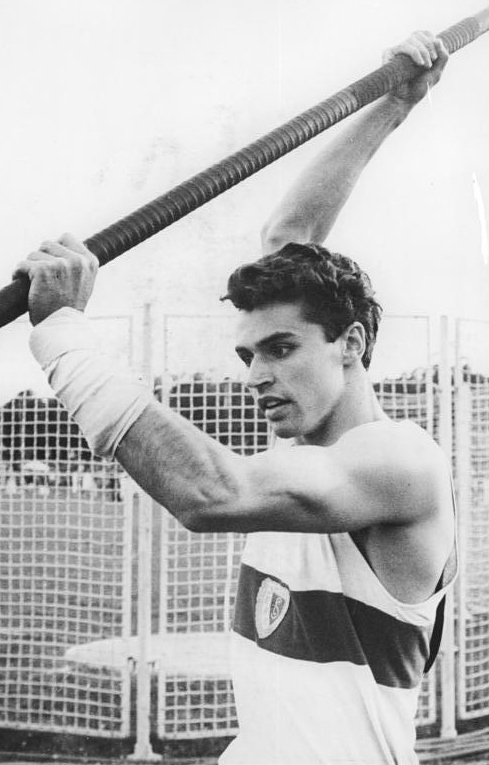
Wolfgang Nordwig
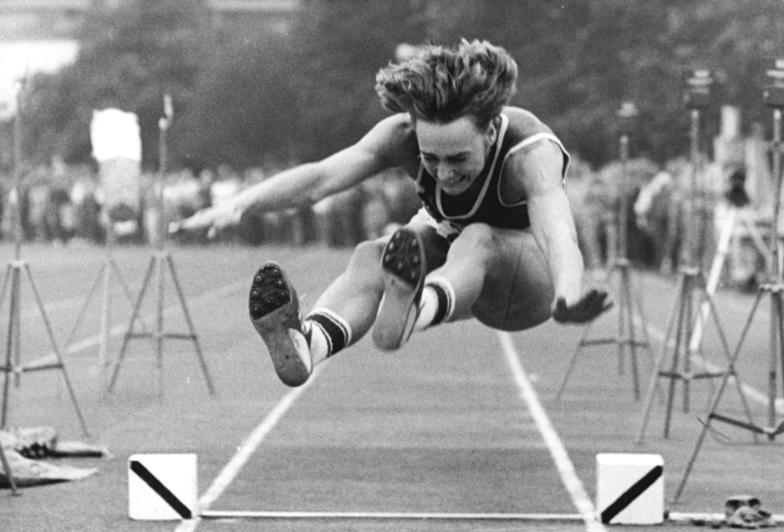
Heike Drechsler
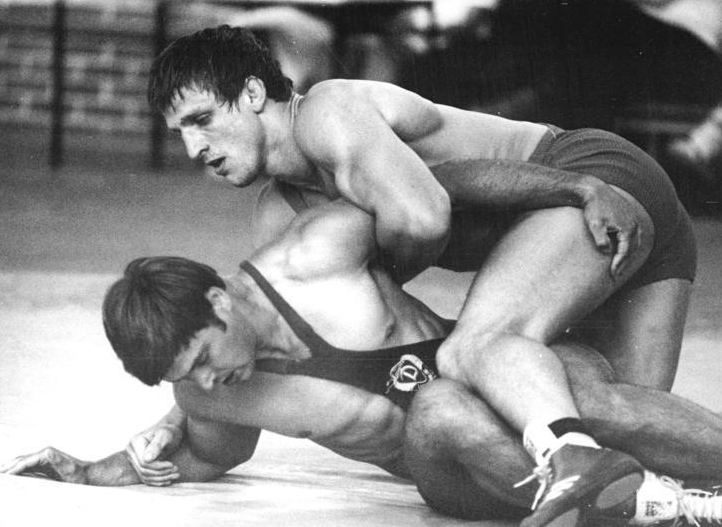
Uwe Neupert